# CR催淚性毒氣
CR催泪性毒气，化学全称二苯并[b,f][1,4]氧杂吖庚因，化学式为C13H9NO，是一种催泪性毒剂，美军代号。原为药物合成过程中发现的副产物，于1962年首次人工合成。CR被发现后很快就因极强的刺激性而受到军方关注，由英国防化研究所研究数年后移交美国进行全面评价，尔后由英国国防部专项拨款对其生理作用机理进行研究，并于1973年正式用于装备部队，美军亦于同年将其列入制式装备。

## 理化性质
CR纯品为淡黄色无臭粉末，熔点72℃，难溶于水，易溶于丙二醇、乙醚等有机溶剂中。

## 合成
CR有多种合成路线，从邻氨基苯酚和邻氟苯甲醛出发合成CR的路线分别如下:

## 战斗效果
CR刺激作用较CS更强，且性质极为稳定，贮存稳定性及热稳定性极佳，因此其施放方式多变而灵活：采用播撒法时往往预先将CR加工成为微粉状并添加5%的硅酮作为抗凝聚剂，或将CR配制成1%溶液使用，这种溶液即使在常温下放置一年也基本没有变化；采用热分散法时可用CR装填发烟罐，使用时CR在高温作用下会升华并迅速冷凝成烟状，从而形成刺激性极强的气溶胶。
作为一种刺激性毒剂（irritant agent），CR主要通过激活人体的TRPA1通道产生作用。CR的催泪效果比CS强6到10倍——会强烈刺激皮肤（特别对于黏膜），眼瞼痙攣（甚至短暂失明），以及咳嗽、呼吸痉挛和惊厥；因此，它可即刻使中毒者失去行为能力。CR的刺激作用快而短暂，副作用则比后者小：因其产生的红斑很快消失且不引起水肿和炎症，而CS导致的红斑可持续数天之久。尽管如此，CR在吸入剂量过大的情况下仍会致死；在通风不良的场所，吸入CR者可能会在几分钟内因窒息和肺水肿死亡。
CR的效果是长期持久的：它会驻留在物体表面，特别是有孔隙的地方，最多达60天。

## 治疗
CR和CS不同，CS可以用大量水去除，然而水却反而会加剧CR的作用效果。潮湿的皮肤接觸到CR将产生极度痛感，最长可持续48小时。
对于中毒人员的治疗主要致力于减轻痛苦，沾有CR毒气的衣物必须立刻脱下，冲洗皮肤和眼睛，并用药缓解眼部疼痛。

## 使用
土耳其政府被怀疑在2013年土耳其反政府抗议运动中使用了CR毒气，尤其是在塔克西姆盖齐公园的示威时。
据称，在2011年埃及革命中，埃及安全部队曾使用了CR毒气，以及更常用的CS毒气。一个抗议者描述称：（我感到）“好像眼睛就要脱落了，然后呼吸困难，随后失去视力。”埃及民众使用了酵母缓解CR对皮肤的刺激作用。穆罕默德·巴拉迪也在Twitter上确认，在开罗解放广场上，有人使用了“一种含有神经毒气的催泪气体”。然而人权组织仅确定，“CS催泪毒气，主要被警方用于驱散人群”。之前所称的CR气体并未被人权观察组织确认。
此外，北爱尔兰的共和党组织声称，英国军队和北爱尔兰皇家警察部队曾在70年代对监狱中的共和党人使用CR气体。
在80年代后期，在南非小镇地区，CR毒气曾导致平民死亡，特别是一些儿童。